# Sadelskåra
Sadelskåra är en kort, skarpt utskuren kanjonliknande dal, som har uppkommit vid en snabb avtappning av en isdämd sjö, när passpunkten blottades av den bortsmältande inlandsisen för ungefär 10 000 år sedan. Vattnet skar då ner i berget och skapade djupa raviner.

## Sverige
Flera exempel på sadelskåror finns i den svenska fjällkedjan såsom på Sonfjället mellan topparna på Gråsidan och Valmfjället, mellan Medstöten och Korpflyet och mellan Korpflyet och Högfjället (Sonfjällets högsta del). 
En av de mest framträdande sadelskårorna i Sverige är Dromskåran i Oviksfjällen i Jämtland. Den är ca 1 km lång, 70 m djup och 150 m bred.